# Castell d'Ashtown
El Castell d'Ashtown és una mansió fortificada al Phoenix Park a Dublín, Irlanda. Estava ocult entre les muralles d'una construcció més recent i més gran que la va estar fent servir el nunci papal fins al 1978. En aquesta època, la construcció més moderna era estructuralment irreparable a causa de la putrefacció per greus infiltracions i al demolir-la, es va descobrir el castell. Ara ha estat restaurat i forma part del Centre de visitants del Phoenix Park. Es creu que originàriament data de l'any 1430 en estar construït amb dimensions conformes a la política de govern de l'època en la qual es va oferir 10 lliures a aquests que es construïssin la seva pròpia fortificació. Posteriorment va ser incorporat en la construcció de la casa de camp d'Ashtown que es va destinar a servir com seu oficial pel sotasecretariat de 1782.